# Anke Engelmann
Anke Engelmann (* 1966 in Weimar) ist eine deutsche Autorin, Journalistin und Herausgeberin.

## Werdegang
Engelmann arbeitete von 1984 bis 1990 als Theaterdekorateurin im Schauspielhaus Erfurt und absolvierte eine handwerkliche Ausbildung (Erwachsenenqualifizierung) als Möbelpolstererin. Von 1992 bis 2001 studierte sie Ältere Deutsche Sprache und Ältere Deutsche Literatur, Germanistische Linguistik und Europäische Ethnologie an der Humboldt-Universität zu Berlin. Nach einer journalistischen Ausbildung war sie Volontärin und von 2003 bis 2008 Redakteurin bei der Tageszeitung Neues Deutschland in Berlin. 2008 kehrte sie nach Erfurt zurück und arbeitete dort als freie Journalistin. Seit 2011 betreibt sie das Büro für angewandte Poesie, sie ist Autorin, Lektorin und Dozentin für Kreatives Schreiben und Alphabetisierung. 2021 erschien ihr Erzählband Eiapopeia im Prenzelberg in der Edition Schwarzdruck. 

## Bücher
- Amalia. Erzählungen, Edition S Punkt, Niederburg-Verlag, Stadtilm 2014, ISBN 978-3-9816965-1-6.
- Sag, wie lange haben deine Füße … Sieben Geschichten und ein Gedicht, Mitautorin, (Preisträgertext), Autofasten Thüringen, Erfurt 2014.
- regenruf sos. Ein Gedicht von Anke Engelmann und Zeichnungen von Elisabeth Hellmund, Künstlerbuch, Büro für angewandte Poesie, Erfurt 2015.
- Eiapopeia im Prenzelberg. Erzählungen, Edition Schwarzdruck, Gransee 2021, ISBN 978-3-96611-016-7.

## Herausgaben
- Theo Hellmund (Devi Danu) Herz im Kopf . Buch + CD, Büro für angewandte Poesie, Beyernaumburg/Erfurt 2015; ISBN 978-3-7375-5650-7
- Gruppenbild mit Eisbär. Eine Auswahl aus Passwort Pegasus. Kreatives Schreiben an der Volkshochschule Arnstadt-Ilmenau, Artefakt Verlag, Bendeleben 2019, ISBN 978-3-937364-09-4.
- Eva träumt nicht mehr. Eine Auswahl von Anke Engelmann. Texte aus fünf Jahren kreatives Schreiben im Kultur: Haus Dacheröden. BoD Norderstedt 2024, ISBN 978-3-7583-6320-7

## Reportagen
- Ich frage mich doch nicht, warum ich lebe. Matthias Vernaldi fordert das Recht auf Selbstbestimmung ein. Neues Deutschland, 13. und 14. Mai 2006.
- Stocklocken und kugelsichere Jungfrauen.  Begegnung mit der Arnstädter Autorin Eugenie Marlitt. Neues Deutschland, 4. und 5. August 2012.
- Wer spricht schon noch vom Krieg? Das Trauma der Kindheit begleitet Brunhilde Knieps bis heute – und wirkt auch auf ihre Kinder. Neues Deutschland, 15. und 16. Dezember 2012.
- Lebensräume – Erinnerungsorte. Beinahe acht Jahrzehnte lang lebte Norbert Schneider in ein und derselben Wohnung. Jetzt verfällt das Haus. Neues Deutschland, 20. und 21. April 2013.